# 벨 에어 (항공사)
벨 에어(영어: Belle Air)는 알바니아의 없어진 저비용 항공사다 티라나 국제공항, 프리슈티나 국제공항이 허브 공항으로 2005년에 설립되어 알바니아의 유일한 저비용 항공사이자 알바니아 국적 항공사 중에 가장 유일했다.

## 보유 기종
- 2012년 8월 기준으로 벨에어는 다음과 같은 기종을 보유하고 있으며 평균 기령은 11.2년이다.[1]